# Пархоменко Сергій Леонідович
Сергі́й Леоні́дович Пархо́менко (псевдо.: «Рейнджер», «Пархом»; нар. 11 серпня 1975, Суми — пом. 5 вересня 2014, Весела Гора, Луганська область) — український військовик, солдат, гранатометник, 24-й батальйон територіальної оборони «Айдар» Збройних сил України, учасник російсько-української війни.

## Життєпис
Народився Сергій Пархоменко 11 серпня 1975 року в м. Суми. З 1982 року по 1992 рік навчався в Сумській спеціалізованій школі № 2. Займався спортивною гімнастикою, захоплювався футболом, шахами.
Після закінчення середньої школи навчався на вечірніх курсах бухгалтерського обліку при курсовому навчальному центрі м. Суми та отримав кваліфікацію бухгалтера. У 1996 році закінчив Сумський національний аграрний університет, мав фах бухгалтера.
З 1996 року працював бухгалтером в об'єднанні «Суми паливо». В 2000 році був бухгалтер об'єднання «Суми риба», а з 2004 року — головний бухгалтер будівельної фірми ТОВ «Коланд-С».
Під час Революції Гідності був активним учасником сумського Майдану, в лютому 2014 року чергував на блокпостах під Сумами.
У квітні 2014 року, з початком формування 15-го БТО «Суми», записався добровольцем до батальйону, брав активну участь у зоні проведення антитерористичної операції на Сході України. У червні 2014 року перейшов в «Айдар», щоб воювати за Україну на передовій.

### Обставини загибелі
5 вересня 2014 року група «Термінатора» і група «Грізлі», що повернулася з Стукалової Балки, сіли у вантажівку, яка їхала у бік міста Щастя.
У машині було 12 осіб першої групи та 11 бійців другої. Після повороту на Цвітні піски, через 1—1,5 км вони під'їхали до блокпосту, поблизу села Весела Гора (Слов'яносербський район), на якому майорів український прапор. Олександр Скиба («Термінатор») як командир групи вийшов з машини й підійшов до постового. На питання постового: «Хто такі?» відповів: «Ми — Айдар». Постовий вигукнув «Айдар!» і одночасно весь блокпост відкрив вогонь по машині українських вояків. Після чого поранених українських вояків добивали пострілами.
Українські вояки потрапила в засідку вже після оголошення перемир'я.
Була інформація, що Сергій з важким пораненням у живіт потрапив до бойовиків у полон. З листопада жодних звісток про нього не було. У червні 2015 року тіло Сергія знайшли за експертизою ДНК у 1-му морзі Дніпропетровська.
Похований Сергій Пархоменко 15 червня 2015 року на Центральному цвинтарі Сум, Алея поховань Почесних громадян.
У Сергія Пархоменка залишилися дружина й син (2011 р.н.) і мама.

## Нагороди
За особисту мужність і героїзм, виявлені у захисті державного суверенітету та територіальної цілісності України, вірність військовій присязі під час російсько-української війни нагороджений Орденом «За мужність» ІІІ ступеня.
Рішенням Сумської міської ради від 26 жовтня 2016 року «За особисту мужність і героїзм, виявлені у захисті державного суверенітету та територіальної цілісності України, вірність військовій присязі та незламність духу» присвоєно звання «Почесний громадянин м. Суми» (посмертно).
Нагороджений нагрудним знаком «За оборону Луганського аеропорту» (посмертно).

## Вшанування пам'яті
2 вересня 2015 року в Сумах на фасаді школи № 2 відкрито меморіальна дошка на честь випускника навчального закладу Сергія Пархоменка.
- Його портрет розміщений на меморіалі «Стіна пам'яті полеглих за Україну» у Києві: секція 4, ряд 10, місце 5
- Вшановується в меморіальному комплексі «Зала пам'яті», в щоденному ранковому церемоніалі 5 вересня[7]